# 弗雷德·馬里昂·德·梅洛·卡馬特
弗雷德·馬里昂·德·梅洛·卡馬特（Fred Marion de Mello Kamath，1907年6月1日—？），印度外交官，曾任印度駐印度支那總領事、印度駐香港專員。

## 生平
1907年6月1日，卡馬特出生於印度卡纳塔卡邦普土爾。
1928年，卡馬特獲得孟買大學英語文學專業文學學士學位。1931年，獲得倫敦大學國際法與關係專業理學學士（經濟學）學位。
1946年至1948年，擔任印度駐澳洲高級專員新聞官。1948年至1949年，擔任印度駐華盛頓特區大使館新聞處處長和一等祕書。1949年8月18日，卡馬特出任印度駐西貢總領事。

## 個人生活
卡馬特是羅馬天主教徒，已婚。

## 備註
1. ↑  地名譯名來自臺灣商務印書館《外國地名譯名》[4]